# Ligne Meitetsu Takehana
La ligne Meitetsu Takehana (名鉄竹鼻線, Meitetsu Takehana-sen) est une ligne ferroviaire de la compagnie privée Meitetsu située dans la préfecture de Gifu au Japon. Elle relie la gare de Kasamatsu à Kasamatsu à la gare d'Egira à Hashima.

## Histoire
La ligne est ouverte en 1921 par le chemin de fer Takehana (竹鼻鉄道, Takehana tetsudō).

## Caractéristiques

### Ligne
- écartement des voies : 1 067 mm
- nombre de voies : 1
- électrification : 1 500 V cc par caténaire

### Services et interconnexion
La ligne est prolongée par la ligne Hashima jusqu'à Shin-Hashima.

### Liste des gares

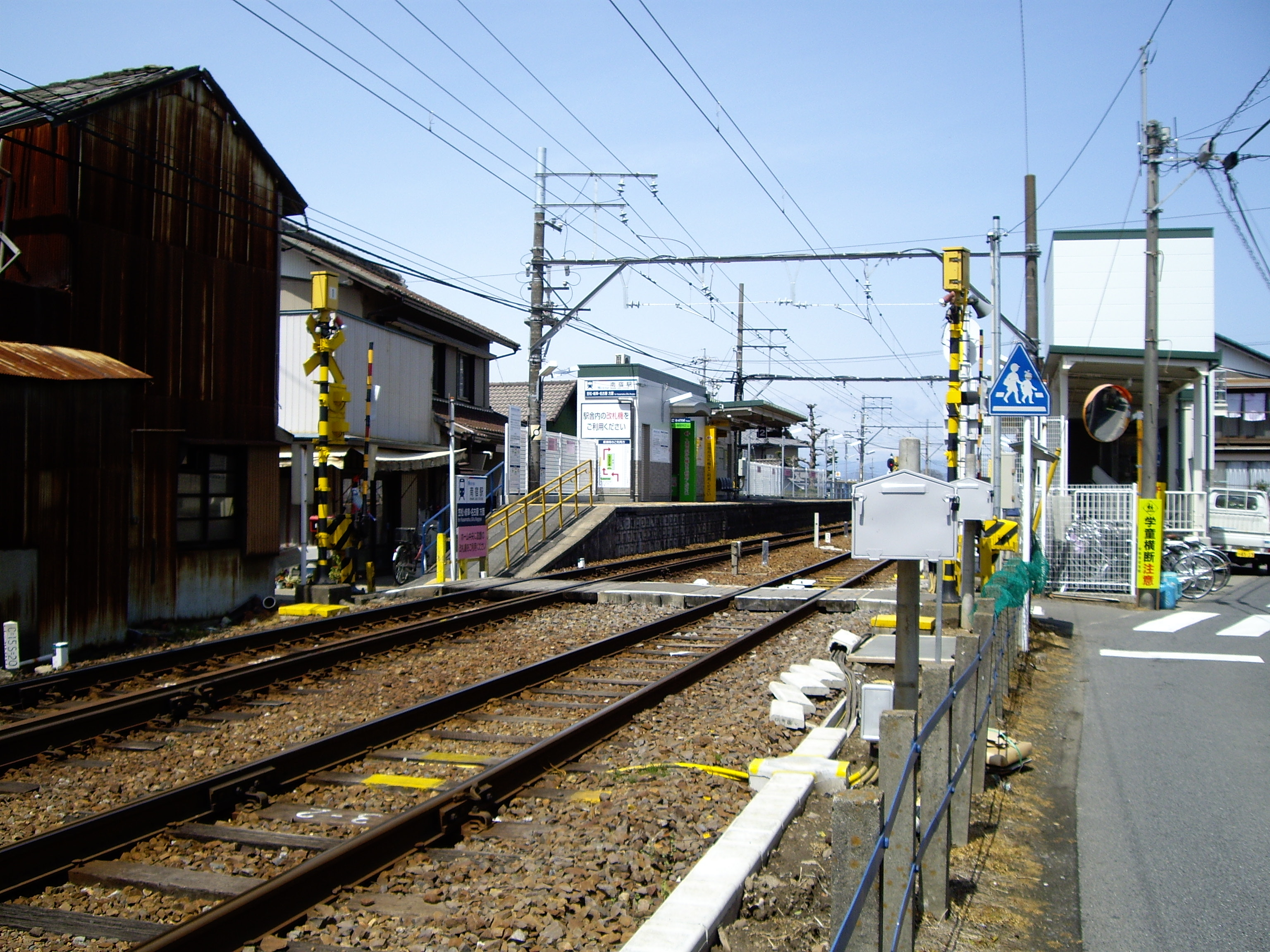
La ligne à Minami-Juku.

La ligne comporte 9 gares numérotées NH56 puis de TH01 à TH08.
| Numéro | Gare                 | Nom japonais | Distance (km) | Correspondances                     | Localisation |
| ------ | -------------------- | ------------ | ------------- | ----------------------------------- | ------------ |
| NH56   | Kasamatsu            | 笠松         | 0             | Meitetsu : Nagoya                   | Kasamatsu    |
| TH01   | Nishi-Kasamatsu      | 西笠松       | 0,9           |                                     | Kasamatsu    |
| TH02   | Yanaizu              | 柳津         | 2,9           |                                     | Gifu         |
| TH03   | Minami-Juku          | 南宿         | 5,2           |                                     | Hashima      |
| TH04   | Suka                 | 須賀         | 6,1           |                                     | Hashima      |
| TH05   | Fuwa-Ishiki          | 不破一色     | 7,0           |                                     | Hashima      |
| TH06   | Takehana             | 竹鼻         | 8,6           |                                     | Hashima      |
| TH07   | Hashimashiyakushomae | 羽島市役所前 | 9,6           |                                     | Hashima      |
| TH08   | Egira                | 江吉良       | 10,3          | Meitetsu : Hashima (interconnexion) | Hashima      |